# Arcadis
Arcadis est une société d'ingénierie, de conseil et de gestion de projets dont le siège social est à Amsterdam aux Pays-Bas. Elle emploie 36 000 personnes à travers le monde et a réalisé un chiffre d'affaires de 4 milliards d'euros en 2022. En France, 770 personnes travaillent chez Arcadis, générant un chiffre d'affaires annuel de 94 millions d'euros.
Son activité repose sur 4 domaines de compétence : infrastructure, eau, environnement, bâtiment. Ses domaines d'intervention sont : assistance à maîtrise d'ouvrage, maîtrise d'œuvre, contrôle, assistance à entreprise et assistance aux gestionnaires.
Arcadis se situe au 3e rang des ingénieries mondiales et n°1 en Europe.
Cotée sur Euronext Amsterdam et le LSE ; elle fait partie des indices AMX et Next 150.

## Historique
En 1888 à Arnhem aux Pays-Bas, quelques fermiers décident de se regrouper en association pour créer Heidemij.
Pour lutter contre la spéculation et l'envolée des prix des céréales, ils proposent aux agriculteurs en difficulté des conseils leur permettant d'accroître la qualité de leur récolte et de lutter contre l'appauvrissement du sol.
En 1997, l'association d'aide se transforme en Société anonyme et entre en bourse, de nombreuses entreprises à travers le monde rejoignent alors le groupe.
En France, c'est en 2002 que EEG Simecsol intègre à son tour Arcadis. EEG Simecsol est un groupement d'expertises formé en 1999 composé des sociétés suivantes :
- EEG ou Europe Etudes Gecti, spécialisé en ouvrages et structures;
- Simecsol, spécialisé en ouvrages et études de sols;
- Gester, spécialisé en environnement et travaux de dépollution.

RTKL est acquis en 2007 par Arcadis. En 2009, Arcadis annonce l'acquisition de Malcolm Pirnie, une entreprise américaine spécialisée dans l’ingénierie dans le domaine de l'environnement, pour 222 millions de dollars . En 2011, Arcadis annonce l'acquisition d'EC Harris pour environ 108 et 144 millions d'euros. En 2012, Arcadis acquiert Davis Langdon & Seah, une entreprise d'ingénierie asiatique pour 32 millions d'euros.
En octobre 2014, le groupe acquiert les sociétés britannique Hyder, employant 4500 personnes, pour 477 millions de dollars  et Callison, une entreprise d'architecture employant 1000 personnes. En 2015, RTKL est fusionné avec l'agence Callison, pour devenir CallisonRTKL.
En septembre 2015, le groupe recentre sa stratégie de communication. Les 20 filiales d'Arcadis (EC Harris, Hyder Consulting, Langdon Seah ...) sont dissoutes au sein du groupe. Un seul nom est retenu : Arcadis. Pour l'occasion, un nouveau logo est instauré.

## Actionnaires
Au 21 avril 2019
| Lovinklaan Foundation                       | 17,7% |
| APG Asset Management                        | 10,0% |
| Fidelity Management & Research Co.          | 7,81% |
| Impax Asset Management Ltd.                 | 6,51% |
| Koninklijke Nederlandsche Heidemaatschappij | 3,81% |
| Dimensional Fund Advisors                   | 2,16% |
| The Vanguard Group,                         | 2,12% |
| Templeton Investment Counse                 | 2,00% |
| NN Investment Partners                      | 1,52% |
| Rouvier Associés                            | 1,50% |

## Activités
L'activité de Arcadis est structurée en 4 secteurs :
- Infrastructure
- Eau
- Environnement
- Bâtiment

### Infrastructure
- Réseau viaire & ferroviaire
- Aménagement & Transport urbain
- Génie Civil & Ouvrage d'Art
- Génie Civil souterrain & Portuaire
- Économie des transports & Déplacement
- AMO générale

### Environnement
- Étude environnementale
- Étude réglementaire
- Travaux de dépollution
- Gestion des déchets
- Sécurité nucléaire et milieu non conventionnel

### Bâtiment
- Génie civil
- Bâtiment hospitalier & de Service public
- Bâtiment culturel & Commercial
- Équipement industriel & Espace de travail
- Développement urbain
- Opération HQE

### Eau
L'eau n'est pas traitée comme activité à part entière dans l'organisation du groupe en France. La gestion et la protection de l'eau est intégrée de façon systématique aux projets.

## Implantations en France
Le siège social de la société Arcadis France se situe à Paris, porte de Vanves dans le 14e arrondissement, après avoir longtemps été localisé au Plessis-Robinson dans le quartier d'affaires de Noveos.
Les 10 agences d'Arcadis en France sont réparties en 6 régions distinctes :
- Région Paris-Nord : agences de Dunkerque et Paris ;
- Région Est : agence de Strasbourg ;
- Région Sud-Est : agence de Lyon ;
- Région Méditerranée : agences de Marseille et Nice ;
- Région Ouest & Sud : agences de Toulouse et Bordeaux;
- Région Ouest & Centre : agences de Tours et Nantes.

## Chiffre d'affaires
| Année | Infrastructure | Environnement | Bâtiment | CA total |
| ----- | -------------- | ------------- | -------- | -------- |
| 2008  | 39,7           | 11,7          | 11,6     | 63       |
| 2009  | 38,7           | 10,8          | 8,8      | 58,3     |
| 2010  | 40,9           | 12            | 9,1      | 62       |
| 2011  | 44,6           | 15,3          | 9,7      | 69,6     |
| 2012  | 53,4           | 18,8          | 8,7      | 80,9     |
| 2013  | 49,9           | 20            | 16       | 85,9     |
| 2014  | 48,4           | 22,6          | 16,7     | 87,7     |